# おれは空
「おれは空」（おれはそら）は、日本の歌。1979年4月 - 5月に、NHKの音楽番組『みんなのうた』で放送された。

## 概要
作詞：家田利一、作曲：小坂忠、編曲：平野行男、歌：小坂忠。
「空」の視点から、空を飛ぶことの楽しさを歌った楽曲。映像は実写であり、ハンググライダーで空を滑空する人々の様子が放映された。
再放送は初回放送から1年後の1980年4月 - 5月に初めて行われ、その後は長らく再放送されなかったが「みんなのうた発掘プロジェクト」において映像が発見され、2017年4月 - 5月に37年ぶりに再放送された。なお、歌詞テロップ等はニュープリントされ映像中には「ハングライダー 福山フライト・エンジェルの皆さん」というクレジットが表記されるようになった。
音源は2010年3月24日に発売された小坂のコンピレーションアルバム「Chu's Gospel」に収録されている。